# Brenles
Brenles es una comuna suiza del cantón de Vaud, situada en el distrito de Broye-Vully. Limita al norte con las comunas de Sarzens, Lovatens y Billens-Hennens (FR), al este y sureste con Siviriez (FR), al suroeste con Ursy (FR), y al oeste con Chavannes-sur-Moudon y Chesalles-sur-Moudon.
Hasta el 31 de diciembre de 2007 formó parte del distrito de Moudon y del círculo de Lucens.